# David Torrico
David Joel Torrico Claros (Cochabamba, 24 de octubre de 1986) es un futbolista boliviano. Juega como guardameta y su actual equipo es Gualberto Villarroel de la Primera División de Bolivia.

## Clubes
| Club                 | País    | Año               |
| -------------------- | ------- | ----------------- |
| Jorge Wilstermann    | Bolivia | 2006 - 2011       |
| La Paz FC            | Bolivia | 2011 - 2013       |
| Aurora               | Bolivia | 2013 - 2015       |
| Nacional Potosí      | Bolivia | 2015 - 2016       |
| Aurora               | Bolivia | 2017 - 2022       |
| Gualberto Villarroel | Bolivia | 2023 - Actualidad |